# Ilusiones rotas-11 M
Ilusiones rotas-11 M es una película  de España   dirigida por  Alex Quiroga en 2005.

## Sinopsis
Cuatro personajes viven con sus ilusiones y sus miserias ocho meses antes de que suceda el atentado del 11 de marzo de 2004 en Madrid. Una ama de casa maltratada por su marido que anhela comenzar una nueva vida lejos de su pareja. Un marroquí que viene a España en busca de una vida mejor y que demuestra su afán de superación en el día a día. Un estudiante de teatro que, tras pasar por miles de cástines, por fin encuentra su oportunidad. Una asistenta ecuatoriana que cambia de trabajo y empieza a asistir a clases de informática. Cuatro historias con diferentes desenlaces en el fatídico 11 de marzo.

## Comentario
Álex Quiroga es el primer director que se atreve con una historia de ficción sobre los atentados de Madrid, en el que se intercalan imágenes reales de aquel día. Según el director hispano argentino , "Ilusiones rotas" le ha servido como homenaje y agradecimiento a este país. Lilian Caro, Fina Mayo, Jemi Paretas, Manuel Bocanegra forman parte del desconocido reparto de este film, escrito también por Quiroga y su compañero Ángel Marcos, que enfatizan en la presencia testimonial del recuerdo y el deseo de que nunca vuelva a ocurrir.

## Medalla Europea de Oro al Mérito en el Trabajo
El 23 de noviembre de 2015 la “Asociación Europea de Economía y Competitividad” le concedió la “Medalla Europea de Oro al Mérito en el Trabajo” al distinguido Sr. Don Alex Quiroga, en reconocimiento a su trayectoria profesional y su aportación a la Industria Cinematográfica y Audiovisual en España. El acto tuvo lugar en una Cena de Gala presentada por Dña. Ana García Lozano en el Hotel Palace de Madrid,el galardón fue impuesto por el Exmo. Sr. D. Francisco López de Becerra de Solé, Duque de Maqueda y Marqués de Astorga.
34º Festival de Cine Latinoamericano de Trieste
2019
La Sección Oficial del 34º Festival de Cine Latinoamericano de Trieste,premia  a la película española "Bernard" de Alex Quiroga, recibió el Premio Especial del Jurado dado que sensibiliza sobre la necesidad de incluir a todas las personas consideradas "diversas". XXXIV Trieste Latinoamericano Festival de Cine. Esto fue decidido por el jurado, compuesto por Tonino Pinto, Luciano Sovena, Fernando Spiner, Valentina Ripa, quien lo eligió por haber "construido como una historia dramática, que refleja una realidad universal a través de grandes interpretaciones". Cada año, desde hace 34 años, el Festival de Cine Latinoamericano se lleva a cabo en Trieste, capital de la región de Friuli-Venecia en Italia y esta es, quizás, la primera vez que la presentación del Festival está parcialmente condicionada por un escenario latinoamericano totalmente conmocionado . En este contexto, como parte de la Sección Oficial del 34º Festival de Cine Latinoamericano de Trieste, la película española "Bernard" de Alex Quiroga recibió el Premio Especial del Jurado, ya que sensibiliza la necesidad de incluir a todas las personas mayores consideradas "diversas" e igual en su derecho
Estreno: El universo Montesinos, de Álex Quiroga
Alex Quiroga, España, 2022, 1h30m.
El universo de Francis Montesinos es un largometraje documental que reflexiona sobre la vida y la trayectoria del diseñador en el mundo de la moda. El director busca presentar las dos grandes dualidades de la vida profesional de Montesinos. Por un lado, moda y arte. Por otro, el proceso creativo dentro de las diferentes disciplinas que ha desarrollado a lo largo de sus 50 años en el mundo de la creación. "Gardel, el regreso," una película de Álex Quiroga que se estrenará en 2025. La historia gira en torno a un joven bibliotecario que hereda la última función de teatro de Carlos Gardel. Mientras lee la obra, la trama se desarrolla a su alrededor, y descubre paralelismos con su propia vida, marcada por el desprecio hacia su padre. Al final, enfrenta la decisión de publicar la obra. 